# Schoenia ayersii
Schoenia ayersii là một loài thực vật có hoa trong họ Cúc. Loài này được (F.Muell.) J.M.Black miêu tả khoa học đầu tiên năm 1915.